# Correo Central (subte de Buenos Aires)
Correo Central es una estación del Subte de Buenos Aires perteneciente a la Línea E. Está ubicada debajo de la avenida Leandro N. Alem entre la avenida Corrientes y la calle Sarmiento del barrio de San Nicolás, a metros del Correo Central de Buenos Aires.
Cuenta con plataforma central, y según el proyecto, tendrá pasillos peatonales, centros comerciales y bancarios. También está conectada directamente con el vestíbulo del Palacio Libertad, Centro Cultural Domingo F. Sarmiento (ex Centro Cultural Kirchner). En cuanto a la decoración, las paredes combinan rectángulos en distintos tonos de violeta y en color naranja.

## Historia
La construcción de la estación conformó la primera etapa de la extensión de la línea E hacia Retiro. El obrador se ubicó en la Plaza Razzano, cercano al Palacio de Correos.
Una de las características que tuvo la construcción de la estación fue la cuidadosa excavación de un túnel de 17 metros por debajo de la estación Leandro N. Alem, ya que la línea B no posee solera (es decir, el balasto que sostiene sus vías está directamente apoyado sobre la tierra mientras que en el resto de las líneas descansan sobre una solera de hormigón armado) y podían ocurrir derrumbes (algo similar había ocurrido con la estación Corrientes de la línea H). También, a lo largo de la obra, los trabajadores se enfrentaron con fragmentos de jarrones, piletas para lavar la ropa, herraduras y demás objetos de la vida cotidiana del Buenos Aires de hace más de un siglo (esto se debe a que la zona conformaba la costa original del Río de la Plata).
En abril de 2011, la presidenta Cristina Fernández de Kirchner recorrió las obras de la estación. Aunque se anunció que su inauguración se realizaría en agosto de 2012 en un primer término, los plazos de la obra se extendieron y su apertura ha sido postergada. Previamente, durante el segundo semestre de 2011, se intentó hacer una inauguración precaria de la estación, colocándose rieles y durmientes de manera provisorios que luego fueron retirados.
Hacia septiembre de 2012 ya tenía colocados los pisos, los techos y los azulejos, al tiempo que se culminaba con el túnel de 17 metros debajo de la estación Alem de la línea B. Hacia mediados de 2013, la estación tenía el 90% de la obra civil ejecutada, así como el 70% de la arquitectura. Solo restaba la colocación de vías, ascensores, escaleras mecánicas y sistemas de señalización, a la vez que se trabajaban en los túneles de combinación con la línea B. En mayo de 2015, se licitó la obra para la instalación de una subestación eléctrica en Correo Central.
En diciembre de 2015 las obras pasaron al ámbito del gobierno de la ciudad de Buenos Aires y se inició la colocación de vías sobre balasto, que finalizó a mediados de 2016. En abril de 2017, Subterráneos de Buenos Aires (SBASE) anunció la inauguración de la extensión de la línea para el primer trimestre de 2019.
Fue habilitada al servicio comercial el lunes 3 de junio de 2019.

## Características
Con su construcción tanto de esta como del resto de las estaciones de la extensión, la Línea E se transformó en la segunda línea que combina todas las líneas de subterráneo existentes en la ciudad y fue la primera en combinar dos veces con la misma línea (la C, con las estaciones Independencia y Retiro). Sumó conectividad con la Línea B, la única que le restaba.

## Galería

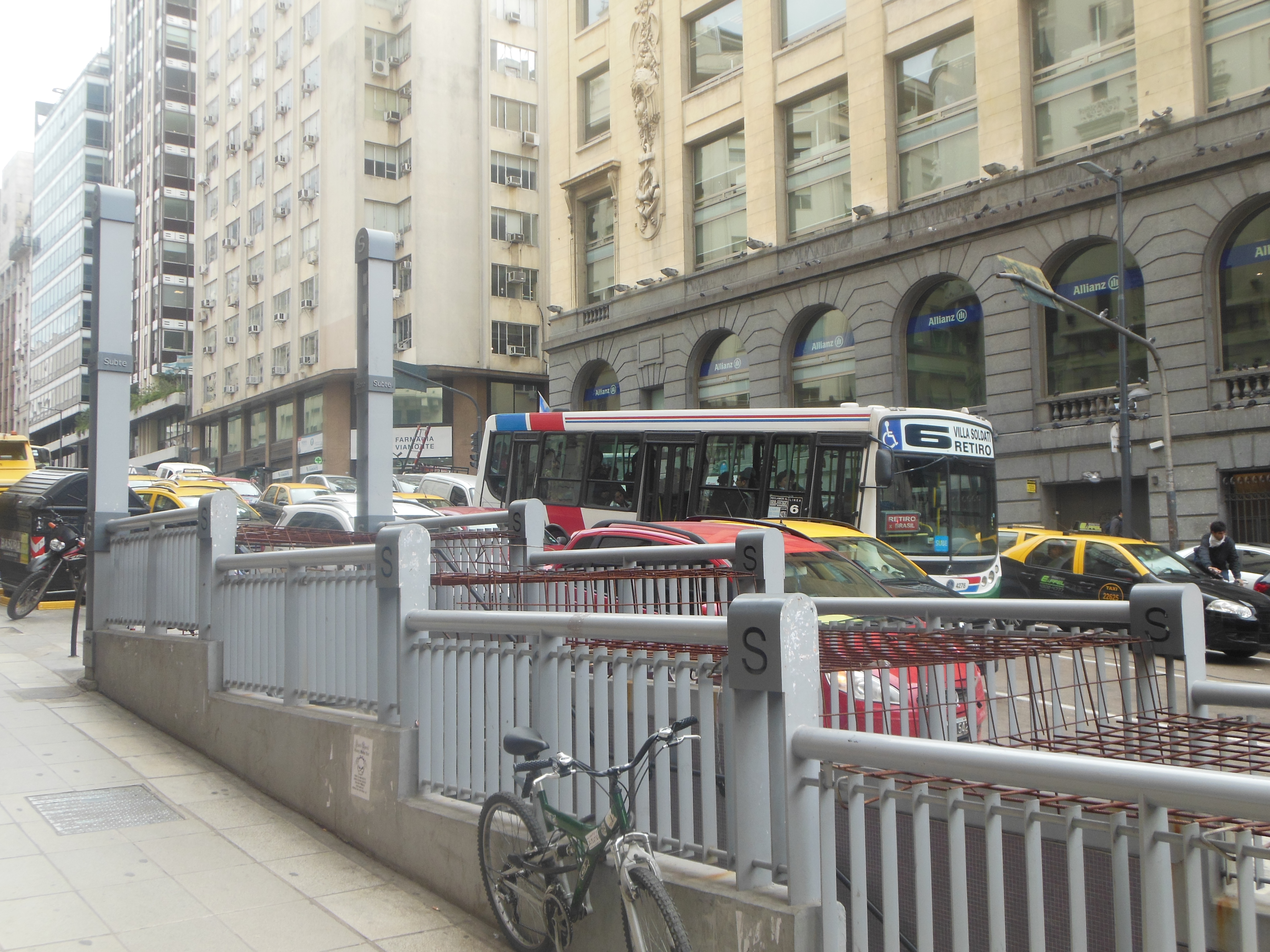
Boca de acceso escalonada sobre la Avenida Corrientes.
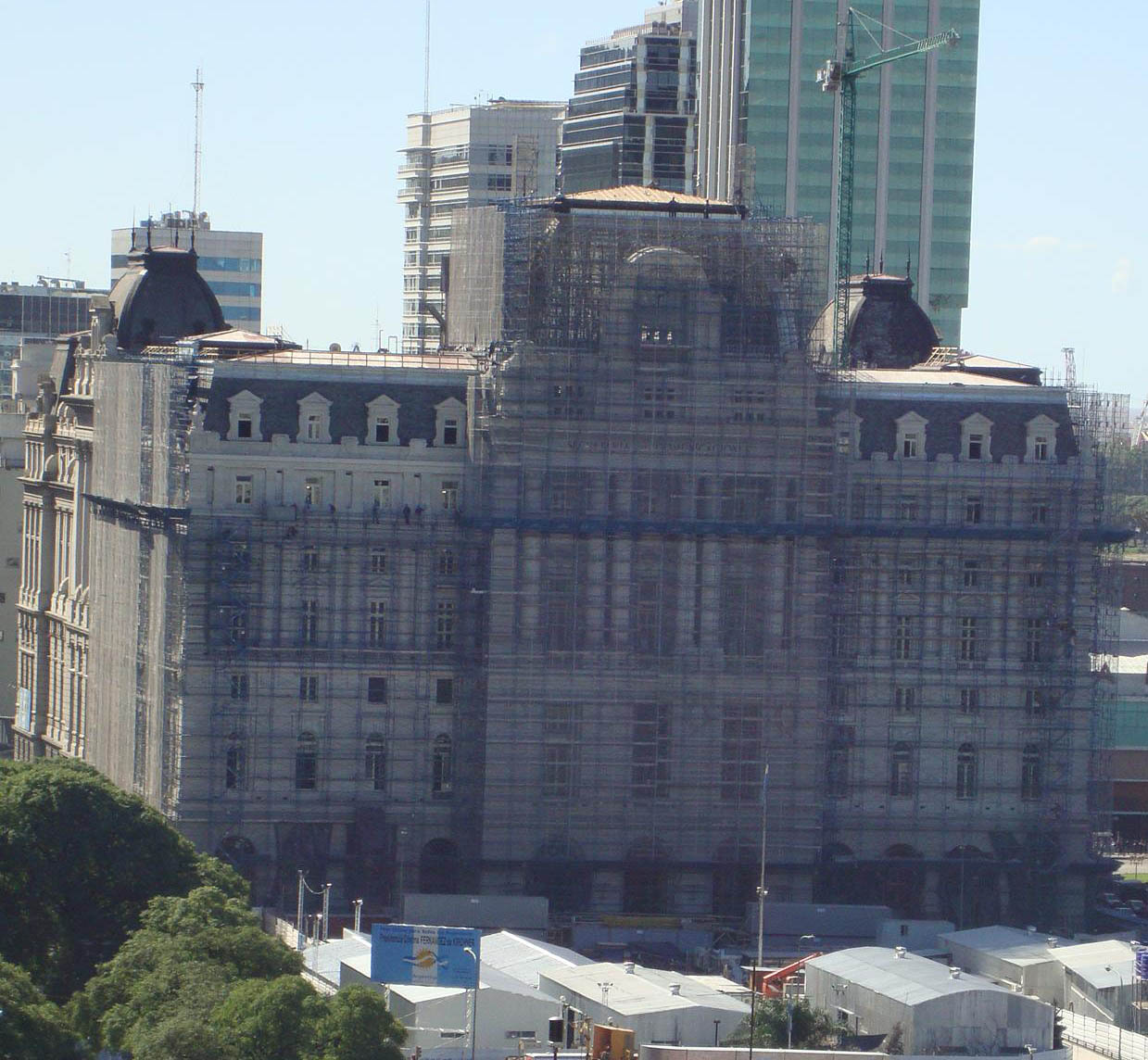
Abajo, el obrador de la extensión de la Línea E a Retiro.
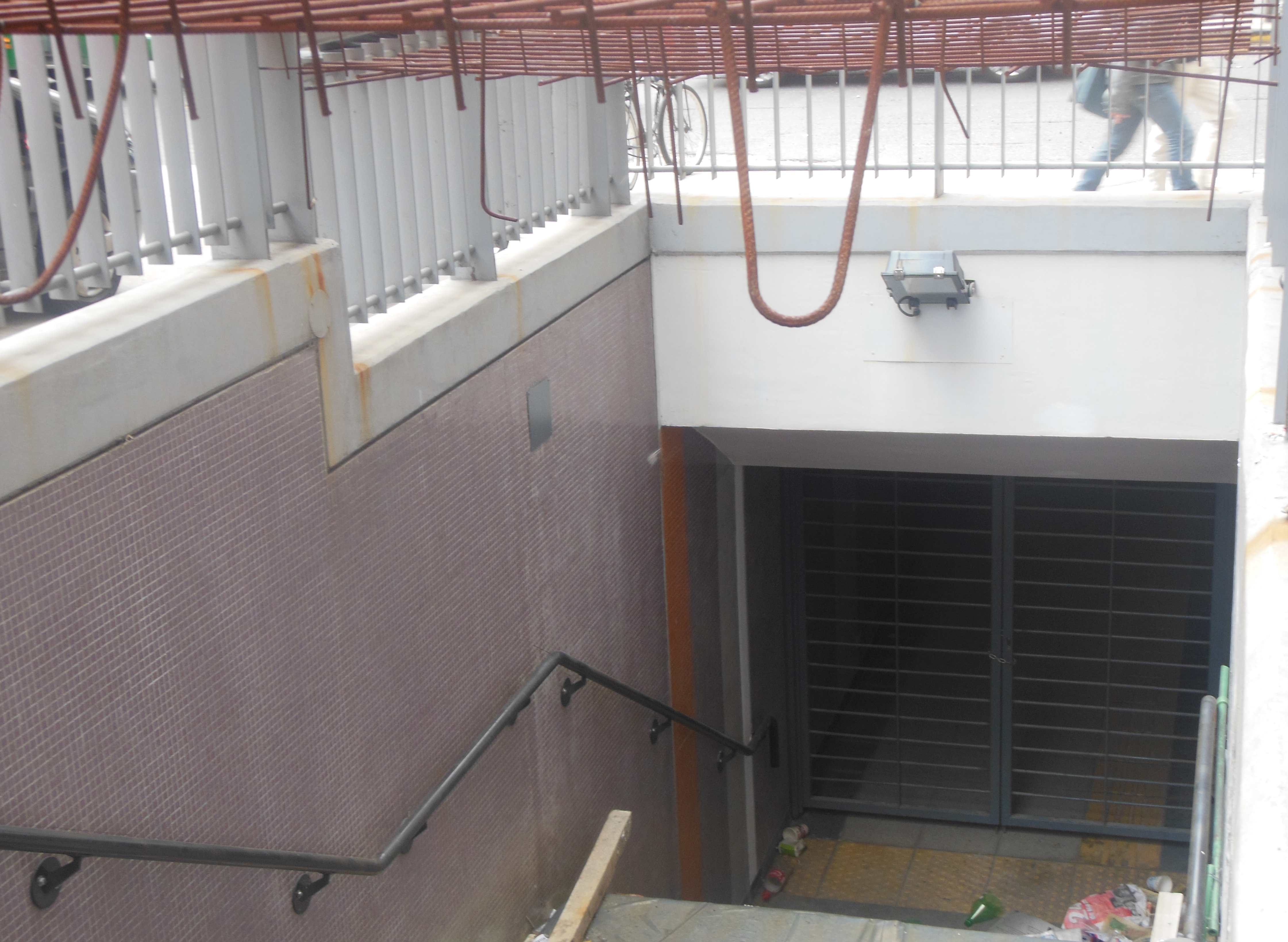
Boca de acceso frente a la fachada del edificio Comega
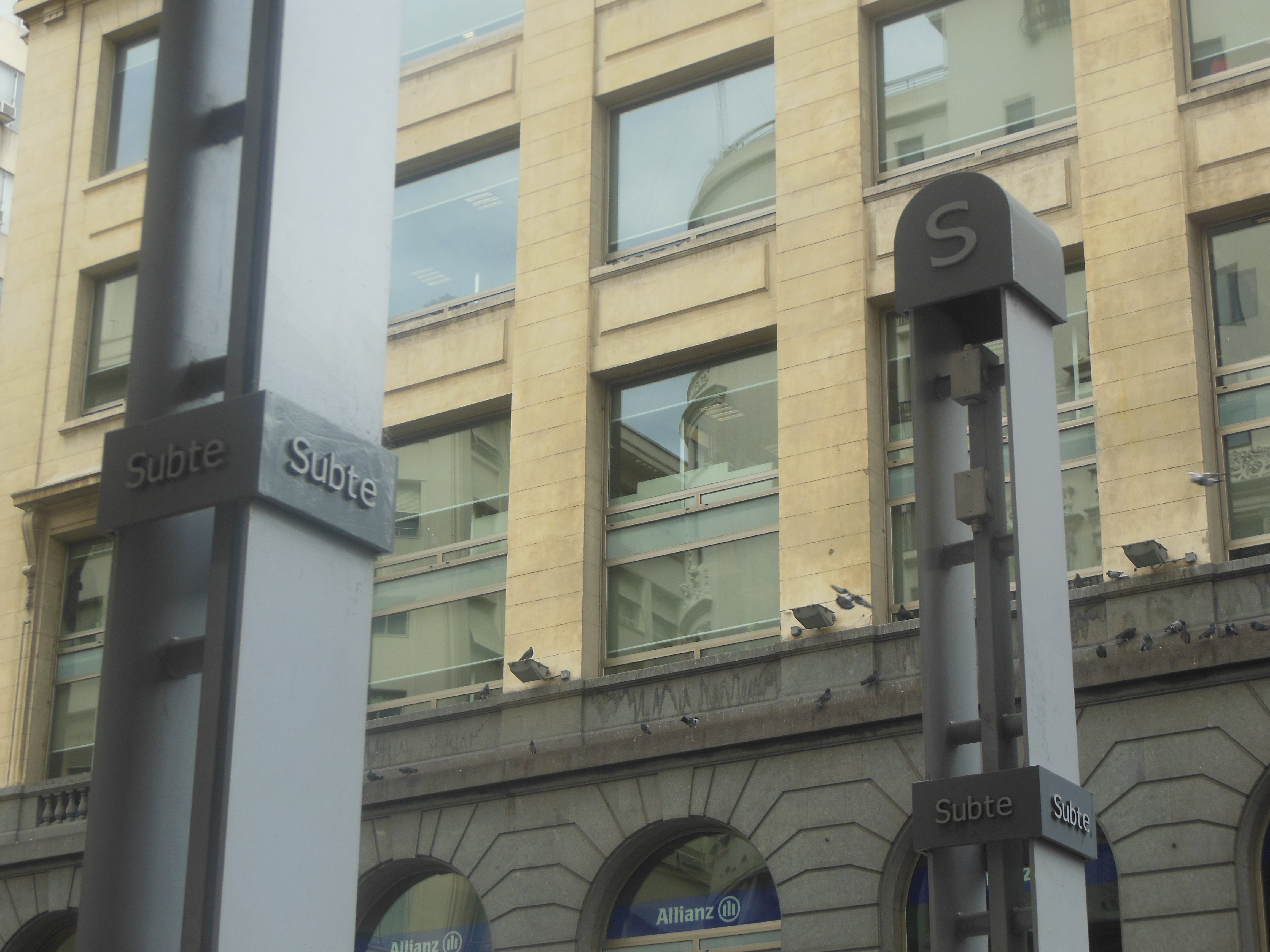
Espacio para el nomenclador de la estación.
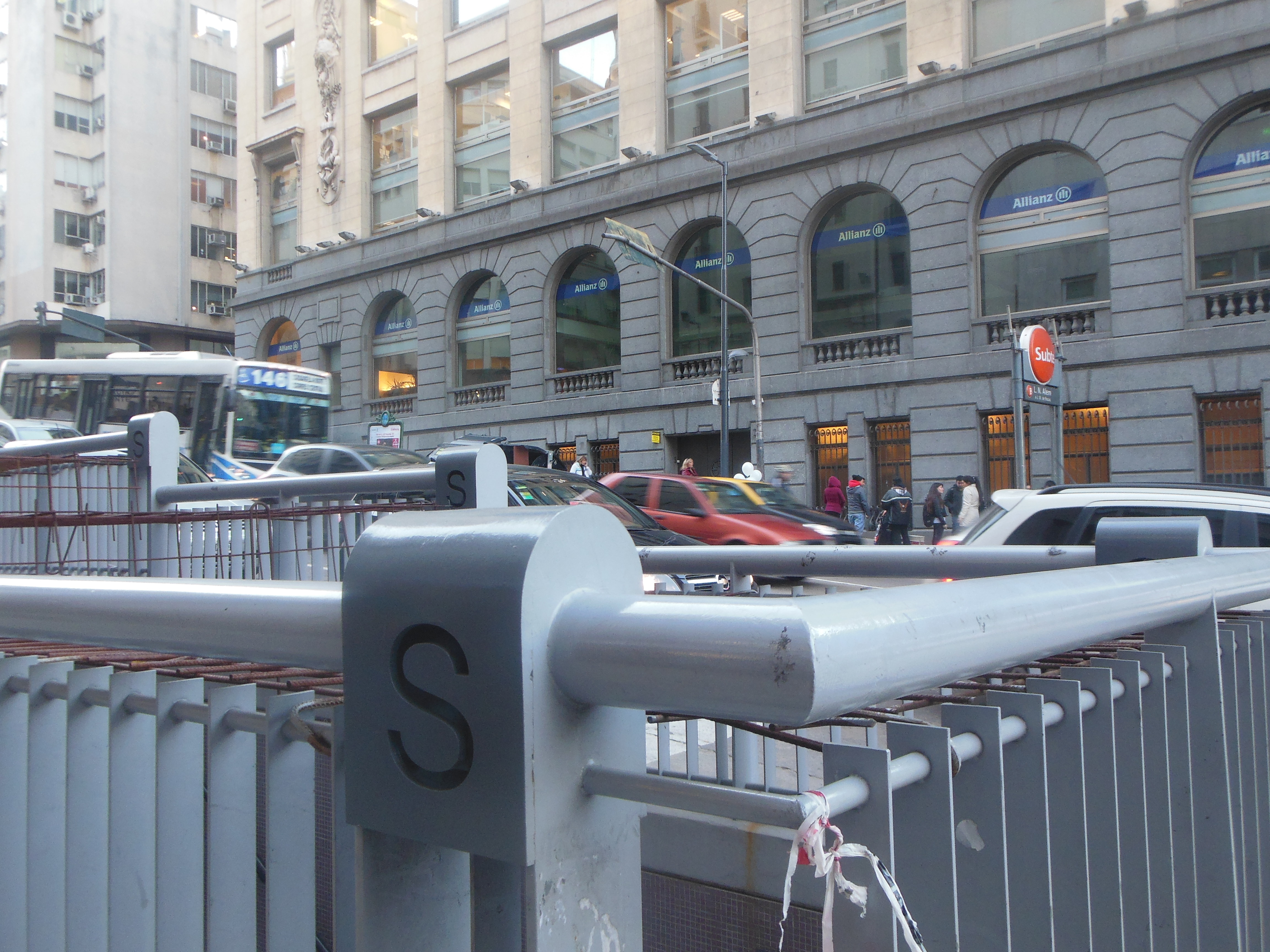
Nótese la entrada a la estación Alem de la línea B enfrente.
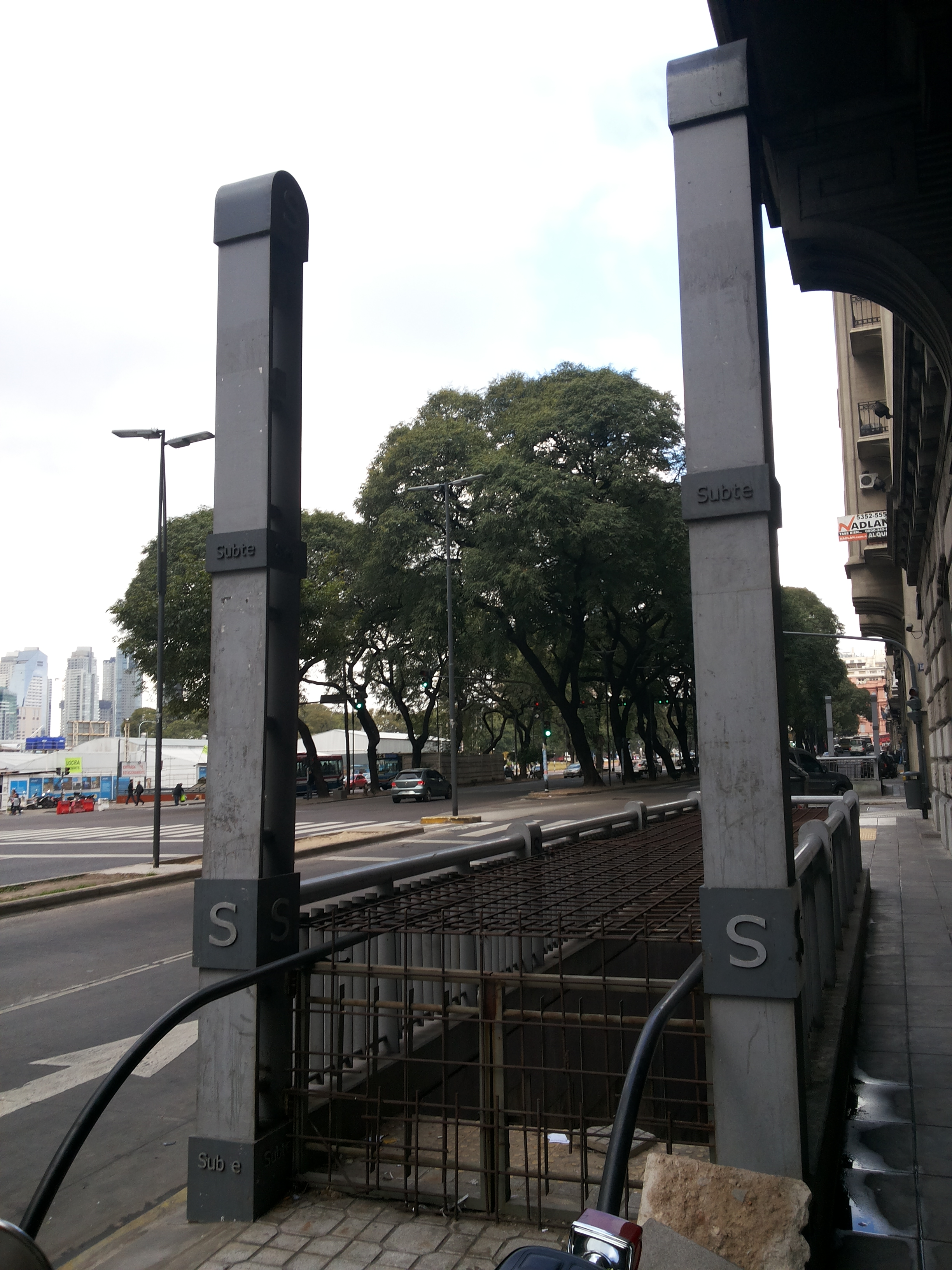
Boca de acceso sobre la Avenida Alem.
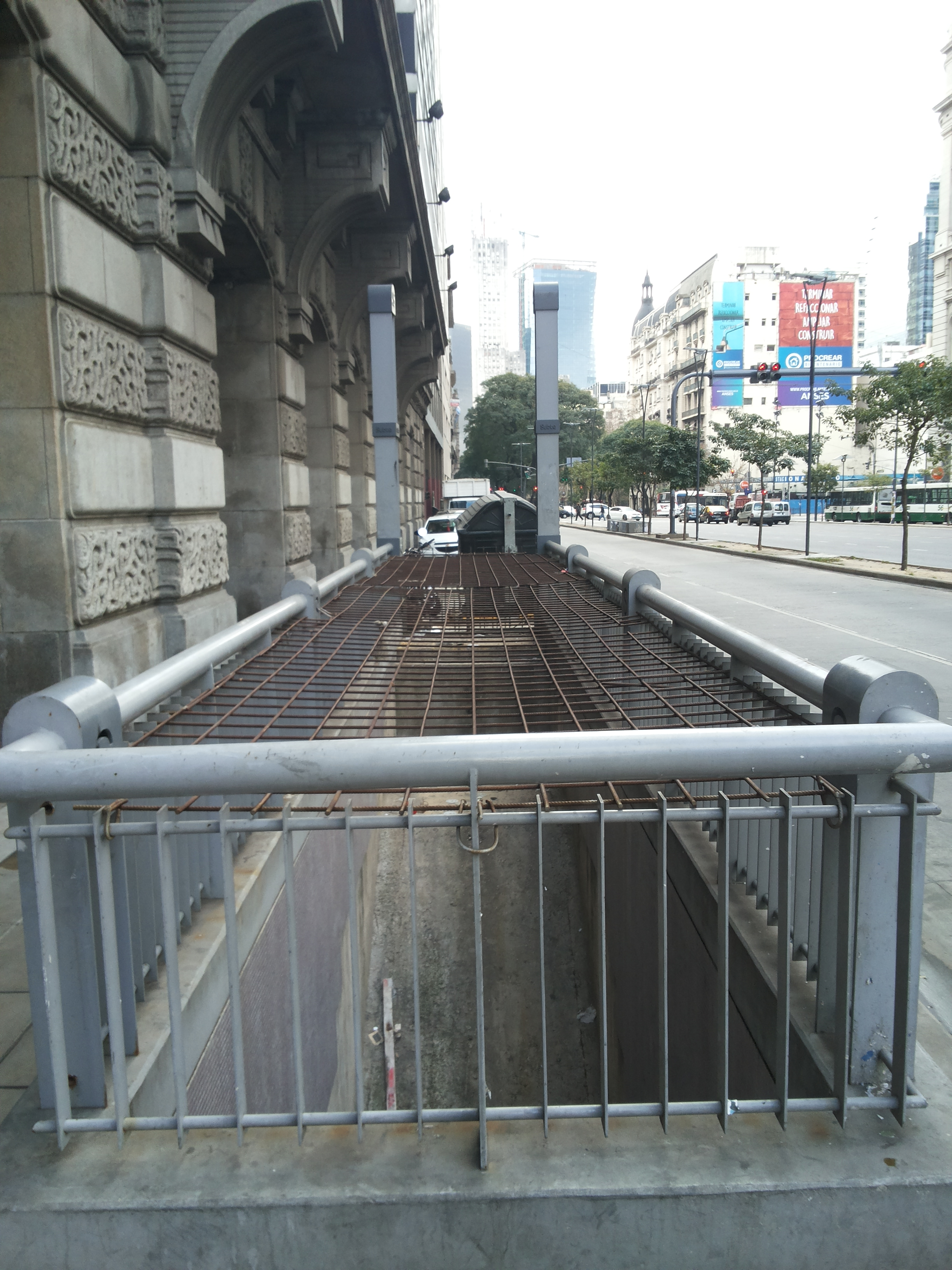
Boca de acceso sobre la Avenida Alem.

## Decoraciones
En el primer piso de la estación se encuentran decoraciones en homenaje a la Naturaleza y los Ecosistemas en la parte del techo decorada por pasionarias a orillas del río hecha por Marcela Cabutti, también se encuentran colgadas bolas de cristales un proyecto Biosfera por Joaquín Fargas.